# Lille OSC
A Lille Olympique Sporting Club (Lille OSC) egy francia labdarúgócsapat Lille-ben. 1944-ben jött létre az Olympique Lillois (1902-ben alapítva) és az SC Fives (1901-ben alapítva) egyesítésével. A klub eddig öt alkalommal szerepelt a Bajnokok ligája főtábláján (2001-2002, 2005-2006, 2006-2007, 2011-2012, 2012-2013). A 2017-2018-as bajnokság végén a csapat csupán 1 ponttal előzte meg az osztályozó helyen végző Toulouse együttesét, így a 17.helyen végeztek. A következő idényben újra visszakapaszkodtak a Ligue 1 élmezőnyébe, majd a 2020-2021-es szezonban 10 év után először ünnepelhetett bajnoki címet a klub.

## Sikerei

### Nemzeti
- Francia labdarúgó-bajnokság (Ligue 1)
  - Bajnok (4 alkalommal): 1946, 1954, 2011, 2021
  - Ezüstérmes (6 alkalommal): 1948, 1949, 1950, 1951, 2005, 2019
  - Bronzérmes (4 alkalommal): 1952, 2001, 2006, 2012

- Francia kupa (Coupe de France)
  - Győztes (6 alkalommal): 1946, 1947, 1948, 1953, 1955, 2011
  - Ezüstérmes (2 alkalommal): 1945, 1949

- Francia szuperkupa (Trophée des champions)
  - Győztes (1 alkalommal): 2021
  - Ezüstérmes (1 alkalommal): 1955

### Nemzetközi
- Intertotó-kupa

- - Győztes (1 alkalommal): 2004
  - Döntős (1 alkalommal): 2002

- Latin kupa
  - Ezüstérmes (1 alkalommal): 1951

## Játékosok

### Jelenlegi keret
25. február 3-i állapot szerint
| #  |     | Poszt | Név                    |
| -- | --- | ----- | ---------------------- |
| 1  | ITA | K     | Vito Mannone           |
| 2  | ALG | V     | Aissza Mandi           |
| 4  | BRA | V     | Alexsandro             |
| 5  | SWE | V     | Gabriel Gudmundsson    |
| 6  | ALG | KP    | Nabil Bentaleb         |
| 7  | ISL | KP    | Hákon Arnar Haraldsson |
| 8  | ENG | KP    | Angel Gomes            |
| 9  | CAN | CS    | Jonathan David         |
| 10 | FRA | KP    | Rémy Cabella           |
| 11 | MAR | CS    | Osame Sahraoui         |
| 12 | BEL | V     | Thomas Meuniee         |
| 14 | FRA | KP    | Samuel Umtiti          |
| 16 | FRA | K     | Marc-Aurèle Caillard   |

| #  |     | Poszt | Név                                       |
| -- | --- | ----- | ----------------------------------------- |
| 17 | COD | KP    | Ngal'ayel Mukau                           |
| 18 | FRA | V     | Bafodé Diakité                            |
| 19 | BEL | CS    | Matias Fernandez-Pardo                    |
| 20 | NED | V     | Michel Bakker (kölcsönben az Atalantatól) |
| 21 | FRA | KP    | Benjamin André ()                         |
| 22 | POR | V     | Tiago Santos                              |
| 23 | KOS | KP    | Edon Zhegrova                             |
| 24 | ENG | V     | Chuba Akpom (kölcsönben az Ajaxtól)       |
| 26 | POR | KP    | André Gomes                               |
| 29 | FRA | KP    | Ethan Mbappé                              |
| 30 | FRA | K     | Lucas Chevalier                           |
| 31 | BRA | V     | Ismaily                                   |
| 32 | FRA | KP    | Ayyoub Bouaddi                            |

#### Játékosok kölcsönben
| #  |     | Poszt | Név                                         |
| -- | --- | ----- | ------------------------------------------- |
| -- | POR | V     | Ruben Fernandes (a Rangers csapatánál)      |
| -- | FRA | V     | Ousmane Touré (a Valenciennes csapatánál)   |
| —  | ARG | KP    | Ignacio Miramón (a Boca Juniors csapatánál) |
| —  | SRB | CS    | Andrej Ilić (a Union Berlin csapatánál)     |
| -- | GUI | CS    | Mohamed Bayo (az Antwerp csapatánál)        |

| #  |     | Poszt | Név                                      |
| -- | --- | ----- | ---------------------------------------- |
| -- | POR | CS    | Tiago Morais (a Rio Ave csapatánál)      |
| -- | FRA | CS    | Alan Virginius (a Young Boys csapatánál) |

### Jelentős játékosok
| Franciaország - Éric Abidal - Jocelyn Angloma - Jean Baratte - Jean Bigot - Philippe Bergeroo - Djezon Boutoille - Bruno Cheyrou - Benoît Cheyrou - Pascal Cygan - Matthieu Delpierre - Jean-François Domergue - Yvon Douis - Bernard Lama - Bernard Pardo - Christian Perez - Pierre Pleimelding - Charly Samoy - Antoine Sibierski - Amara Simba - Gérard Soler - Marceau Sommerlynck - André Strappe - Jean Vincent - Grégory Wimbée | Albánia - Edwin Murati Örményország - Eric Assadourian Ausztrália - Frank Farina - Mile Sterjovski Belgium - Philippe Desmet - Erwin Vandenbergh - Stéphane Van der Heyden Bulgária - Vladimir Mancsev Kongó - Gaston Mobati Dánia - Per Frandsen - Jakob Friis-Hansen - Michael Mio Nielsen - Kim Vilfort - Mikkel Beck Ghána - Abédi Pelé Kamerun - Jean Makoun | Görögország - Efstathiosz Tavlaridisz Magyarország - Mészöly Géza Marokkó - Salaheddine Bassir Nigéria - Peter Odemwingie Elefántcsontpart - Kader Keita Szlovénia - Milenko Ačimovič Svédország - Kennet Andersson Svájc - Daniel Gygax Törökország - Engin Verel Jugoszlávia - Slavoljub Muslin - Žarko Olarević - Boro Primorac - Dušan Savić |

## Edzők
| - Georges Berry 1944-1946 - André Cheuva 1946-1959 - Jacques Delepaut 1959 - Jules Vandooren 1959-1961 - Jean Baratte 1961-1962 - Guy Poitevin 1962-1963 - Jules Bigot 1963-1966 - Jean-Charles Van Gool 1966 - Daniel Langrand 1966-1969 - Joseph Jedrejak 1969-1970 - René Gardien 1970-1973 - Georges Peyroche 1973-1976 - Charles Samoy 1976-1977 | - José Arribas 1977-1982 - Arnaud Dos Santos 1982-1984 - Georges Heylens 1984-1989 - Jacques Santini 1989-1992 - Bruno Metsu 1992-1993 - Henryk Kasperczak 1993 - Pierre Mankowski 1993-1994 - Jean Fernandez 1994-1995 - Jean-Michel Cavalli 1995-1997 - Hervé Gauthier and Charles Samoy 1997 - Thierry Froger 1997-1998 - Vahid Halilhodžić 1998-2002 - Claude Puel 2002-2008 | - Rudi Garcia 2008–2013 - René Girard 2013–2015 - Hervé Renard 2015 - Patrick Collot 2015 - Frédéric Antonetti 2015–2016 - Patrick Collot 2016–2017 - Franck Passi 2017 - Marcelo Bielsa 2017 - João Sacramento 2017 - Christophe Galtier 2017–2021 - Jocelyn Gourvennec 2021–22 - Paulo Fonseca 2022–24 - Bruno Génésio 2024– |